# Сукач, Виктор Григорьевич
Виктор Григорьевич Су́кач (род. 9 июля 1940, Донбасс) — советский и российский литературовед, исследователь творчества В. Розанова.

## Биография
Родился в шахтерской семье, окончил среднюю школу в поселке Просяная Днепропетровской области в 1958 году. Затем работал кузнецом на Горловском машиностроительном заводе, служил в Советской армии в городе Энгельс.
В 1967 году поступил в Московский государственный университет на философский факультет, который окончил в 1975 году. Работать по полученной профессии — преподавателем философии — не мог, так как был беспартийным, а предмет «философия» являлся партийной дисциплиной. В 1978—1981 годах преподавал в Пищевом институте как почасовик, занимал должность заведующего методическим кабинетом при кафедре философии. В книге «Венедикт Ерофеев: посторонний» приведены его воспоминания о Венедикте Ерофееве, в круг общения которого входил.
В 1982—1988 годах работал в редакции Библиотеки «Философское наследие». С 1988 года — научный сотрудник Отдела русской классической литературы XVIII—XIX веков Института мировой литературы, где занимается исследованием наследия Розанова.

## Труды
- Ломинадзе С., Сукач В. В.Розанов — литературный крикик // Вопросы литературы.- № 4. 1988 — С.176-179.
- Сукач В., Модестов Н. Любивший свою мечту: Рассказ о писателе Василии Васильевиче Розанове // ЛЗ.- 11 нояб. 1988 — №??.
- Сукач, В. Главное — человек // Вп.- 25 май 1989.- № 62(11751).- С.2- С.4.
- Сукач В. [Вступительная статья к публикации] // Новый мир.- 1989.- № 7.- С.188-192
- Сукач, Виктор. Литературный феномен В. В. Розанова и его книга «Сахарна» // ЛУ.- № 2, 1989.- С.79-84
- Сукач, В.Г. Загадка личности Розанова / Розанов, В.В. О себе и жизни своей. М., Московский рабочий, 1990.- C.7-30
- Бочаров С. Г., Сукач В. Г. Неизвестный Розанов // Опыты: Литературно-философский ежегодник. М., Советский писатель, 1990.- С.348-350
- Сукач, В.Г. [Вст. статья к публикации] // ОМ.- № 1, 1990 — С.231-232
- Сукач, В.Г. Жизнь В. В. Розанова «как она есть» // Москва.- 1990. № 10.- С.136-176; № 11.- С.141-153; 1991.- № 1.- С.108-131; № 2-4.- С.120-128; № 7-8.- С.121-141.
- Материалы к библиографии В. В. Розанова // De visu.- 1993.- #3.- С.62-67
- Сукач, Виктор. «Моя вечная грусть и радость…» // НГ-Религии.- 10 февр 1999.- № 3(26)
- Сукач, Виктор. На последнем изломе. В. В. Розанов в записях дочери // Литературная газета.- 10 февр 1999.- № 6(5732).- С.12.
- Василий Васильевич Розанов: Биографический очерк. Библиография. — М.: Прогресс-Плеяда, 2008. — 224 с.

### Редактор
Сукач составил, подготовил к печати и прокомментировал книги Розанова:
- О себе и жизни своей. М., Московский рабочий. 1992. 876 стр.
- Иная земля, иное небо… Полное собрание путевых очерков: 1899—1913 гг. М.: Танаис, 1994. 735 с.
- О понимании. Опыт исследования природы, границ и внутреннего строения науки как цельного знания. М., Танаис. 1996. 808 стр.
- О Пушкине: эссе и фрагменты. М., 2000
- Уединенное. Опавшие листья. Апокалипсис нашего времени: Статьи о русских писателях. М., Слово, 2001.
- Полное собрание «опавших листьев» Василия Васильевича Розанова. 2004
- Аристотель. Метафизика / Пер. В. В. Розанова, П. Д. Первова. М., Институт философии, теологии и истории святителя Фомы. 2006
- Красота в природе и её смысл и другие статьи, 1882—1890. М., 2009
- «Легенда о великом инквизиторе» Ф. М. Достоевского и другие статьи, 1891—1892. М., 2013